# Frommes Basel
Der Begriff Frommes Basel bezeichnet die historische Durchdringung der konservativ-bürgerlichen Kreise in der Stadt Basel mit  pietistisch-erweckter Frömmigkeit, die am Ende des 18. Jahrhunderts einsetzte und ihre volle Wirkung im 19. Jahrhundert entfaltete. Der Pietismus prägte Leben und Denken des Basler Grossbürgertums bis ins frühe 20. Jahrhundert.

## Entwicklung

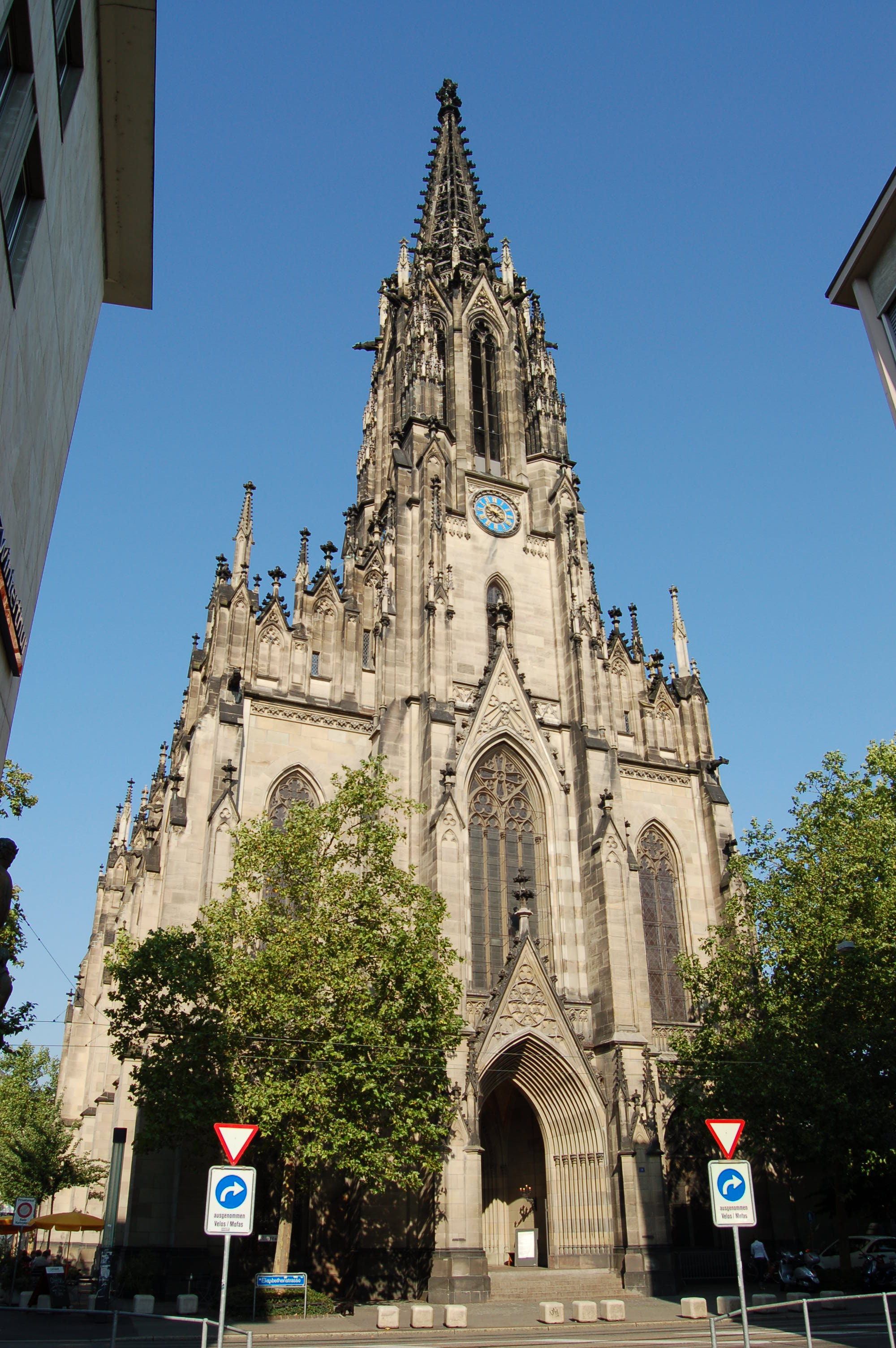
Die Elisabethenkirche, gestiftet von Christoph Merian, gilt als bedeutendstes bauliches Denkmal des «Frommen Basel».

Religiosität spielte von jeher eine wichtige Rolle in der Gesellschaft der ehemaligen, 1529 reformierten Bischofs- und Konzilstadt Basel. Nach der Glaubensspaltung geriet die evangelisch-reformierte Staatskirche unter calvinistischen Einfluss, der bis ins 18. Jahrhundert dominierte. Der Pietismus, der durch das persönliche Erleben von Gottes Zuwendung die Kirche erneuern wollte, ist in Basel und in der Basler Landschaft erstmals in den 1710er Jahren in Überlagerung mit Täuferbewegungen bezeugt. Als teilweise radikale, antikirchliche Reformbewegung bekämpfte ihn die herrschende Orthodoxie anfangs. Seine Hinwendung zu einer kirchenkonformen Religiosität erlaubte aber ab der zweiten Hälfte des 18. Jahrhunderts eine gegenseitige Annäherung. Entscheidend zum wechselseitigen Verständnis trugen der pietistisch motivierte Pfarrer Hieronymus Annoni (1697–1770) und die Herrnhuter Brüdergemeine (ab 1739 in Basel bezeugt) bei. Spätestens um 1780 (Gründung der Christentumsgesellschaft) war der Pietismus in Basel etabliert. In der Gestalt der Erweckungsbewegung des 19. Jahrhunderts schuf der Pietismus viele für die Kirche wichtige christliche Werke (Basler Bibelgesellschaft, Basler Mission, Pilgermission St. Chrischona, Diakonissenhaus Riehen).

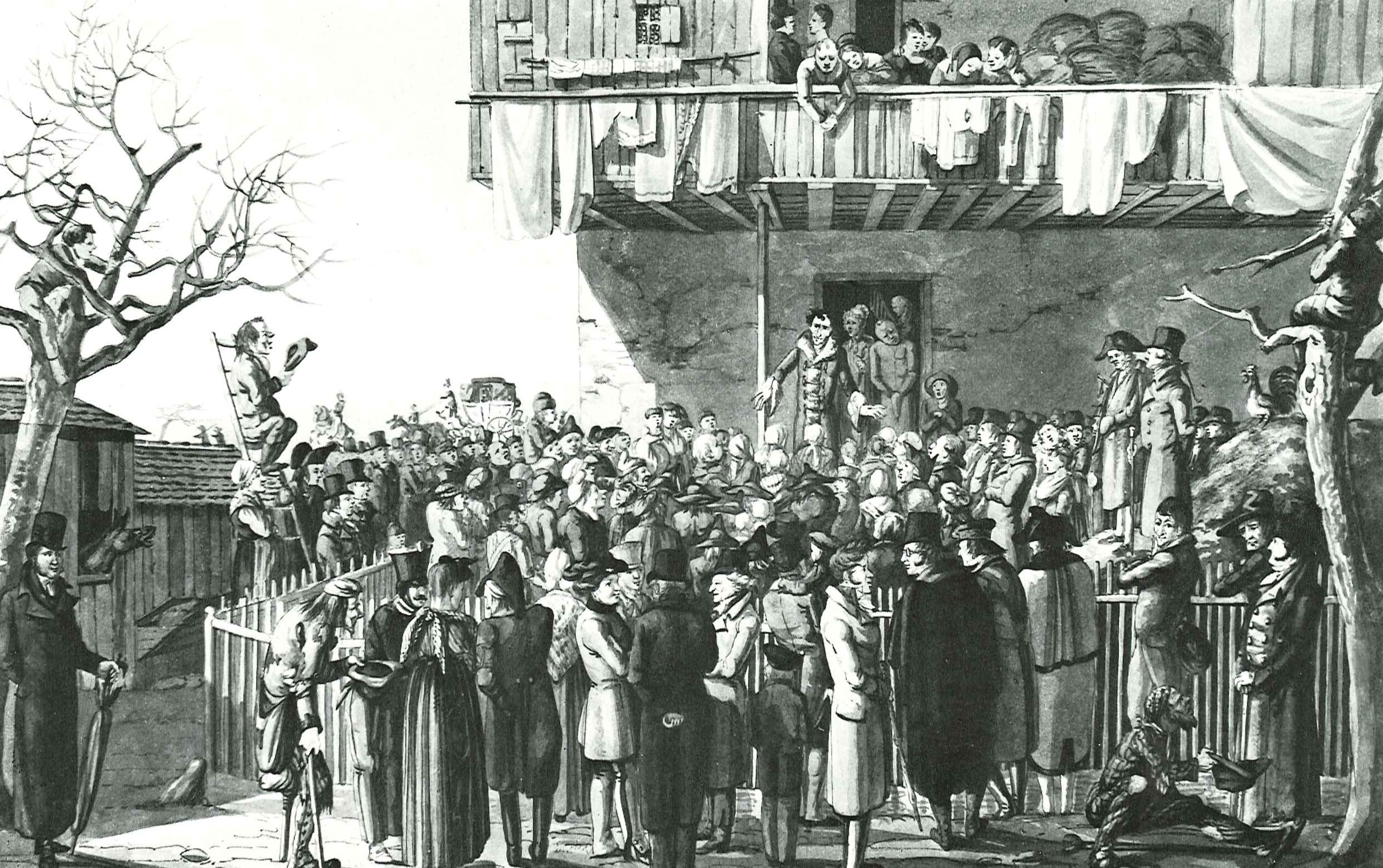
Der Aufenthalt Juliane von Krüdeners 1817 im benachbarten Grenzach führte zu Menschenaufläufen, an denen sich auch Basler beteiligten. (Illustration von Hieronymus Hess.)

Der Pietismus, ursprünglich die Sache einer Minderheit und mehrheitlich von Frauen getragen, setzte sich auch bei den vermögenden, herrschenden Kreisen durch. So galt Basel seit dem ausgehenden 18. Jahrhundert als ein von pietistischer Frömmigkeit geprägter Ort. Das religiöse Selbstbewusstsein äusserte sich in der Vorstellung, dass in Basel das Wort Gottes besonders reichlich und wahr verkündet werde, und die millenaristischen Verkündungen der Juliane von Krüdener fanden eine auffallend gute Aufnahme. Busspredigten begleiteten Notlagen, Wohlhabenheit erhielt eine Deutung unter den Vorzeichen der Prädestination. Der Begriff «Frommes Basel» konnte sowohl spöttischen wie anerkennenden Charakter haben, da in Basel Religiosität und Reichtum offenbar Hand in Hand gingen (so zum Beispiel in der Person des Christoph Merian); die Stadt wurde in einem Atemzug neben «Frommes Basel» auch als «Reiches Basel» und «Liebling Gottes» bezeichnet.
Im Gefolge der gewaltsamen Basler Kantonstrennung 1832/33 verbündeten sich Pietismus und Konservativismus. Dadurch gewann das «Fromme Basel» einen politischen Charakter. Der Pietismus gewann gerade für die Schichten an Anziehungskraft, die am Erhalt der bestehenden Ordnung interessiert waren; dies rührte nicht zuletzt daher, dass er in einer Zeit, die das öffentliche Leben tiefgreifend veränderte, eine auf Innerlichkeit abzielende Bewegung darstellte. Die von ihm propagierte gesellschaftliche Reform bot sich als Alternative zu den Revolutionstendenzen von Aufklärung und Liberalismus an. Mit der neuen Verfassung von 1875 und der nun freisinnigen anstelle konservativen Dominanz hatte der Pietismus den Zenit seines Einflusses überschritten. Als innerkirchliche Opposition entstanden 1880–1884 «liberale» Gemeindevereine. Die starken Veränderungen in der Zusammensetzung der Bevölkerung (Anwachsen der Arbeiterklasse, katholische Zuwanderung) trugen ebenfalls entscheidend zum Bedeutungsverlust des Pietismus bei.